# Henricus
Henricus är ett släkte av fjärilar. Henricus ingår i familjen vecklare.

## Dottertaxa tillHenricus, i alfabetisk ordning[1]
- Henricus acosmetes
- Henricus ademonia
- Henricus aetheria
- Henricus ateleutus
- Henricus attalus
- Henricus bana
- Henricus charagus
- Henricus chroicopterus
- Henricus cognata
- Henricus comes
- Henricus contrastana
- Henricus ellampus
- Henricus exploratus
- Henricus exsanguis
- Henricus flebilis
- Henricus fuscodorsana
- Henricus generosus
- Henricus hemitelius
- Henricus huachucana
- Henricus icogramma
- Henricus improvisus
- Henricus inanimalis
- Henricus inchoatus
- Henricus infernalis
- Henricus insolitus
- Henricus inspergatus
- Henricus macrocarpana
- Henricus melanoleuca
- Henricus palimpsestus
- Henricus paredrus
- Henricus parmulus
- Henricus penthinana
- Henricus platina
- Henricus powelli
- Henricus rhiobursa
- Henricus rhodites
- Henricus rubrograptus
- Henricus turbula
- Henricus vicecomes
- Henricus zelotes